# Пинели (Фрозиноне)
Пинели је насеље у Италији у округу Фрозиноне, региону Лацио.
Према процени из 2011. у насељу је живело 111 становника. Насеље се налази на надморској висини од 215 м.